# Reprezentacja Włoch na Mistrzostwach Świata w Narciarstwie Klasycznym 2009
Reprezentacja Włoch na Mistrzostwach Świata w Narciarstwie Klasycznym 2009 liczyła 32 sportowców. Reprezentacja ta zdobyła 1 złoty medal, 1 srebrny i 2 brązowe, dzięki czemu zajęła 6. miejsce w klasyfikacji medalowej.

## Medale

### Złote medale
- Biegi narciarskie kobiet, sprint techniką dowolną: Arianna Follis

### Srebrne medale
- Biegi narciarskie kobiet, 10 km techniką klasyczną: Marianna Longa

### Brązowe medale
- Biegi narciarskie mężczyzn, bieg łączony 30 km: Giorgio Di Centa
- Biegi narciarskie kobiet, sprint drużynowy techniką klasyczną: Marianna Longa, Arianna Follis

## Wyniki

### Biegi narciarskie mężczyzn
Sprint
- Fulvio Scola - 8. miejsce
- Renato Pasini - 14. miejsce
- Fabio Pasini - 17. miejsce
- Cristian Zorzi - 23. miejsce

Sprint drużynowy
- Fulvio Scola, Renato Pasini - 13. miejsce

Bieg na 15 km
- Valerio Checchi - 24. miejsce
- Roland Clara - 27. miejsce
- Giovanni Gullo - 33. miejsce
- David Hofer - 58. miejsce

Bieg na 30 km
- Giorgio Di Centa - 3. miejsce, brązowy medal
- Roland Clara - 5. miejsce
- Valerio Checchi - 21. miejsce
- Pietro Piller Cottrer - 32. miejsce

Bieg na 50 km
- Giorgio Di Centa - 4. miejsce
- Pietro Piller Cottrer - 11. miejsce
- Cristian Zorzi - 12. miejsce
- David Hofer - 37. miejsce

Sztafeta 4 x 10 km
- Roland Clara, Valerio Checchi, Pietro Piller Cottrer, Giorgio Di Centa - 4. miejsce

### Biegi narciarskie kobiet
Sprint
- Arianna Follis - 1. miejsce, złoty medal
- Magda Genuin - 14. miejsce
- Elisa Brocard - 33. miejsce (odpadła w kwalifikacjach)
- Karin Moroder - 49. miejsce (odpadła w kwalifikacjach)

Sprint drużynowy
- Marianna Longa, Arianna Follis - 3. miejsce, brązowy medal

Bieg na 10 km
- Marianna Longa - 2. miejsce, srebrny medal
- Karin Moroder - 27. miejsce
- Veronica Cavallar - 49. miejsce

Bieg na 15 km
- Marianna Longa - 4. miejsce
- Arianna Follis - 7. miejsce
- Antonella Confortola - 16. miejsce
- Sabina Valbusa - 28. miejsce

Bieg na 30 km
- Arianna Follis - 8. miejsce
- Marianna Longa - 9. miejsce
- Antonella Confortola - 15. miejsce
- Sabina Valbusa - 19. miejsce

Sztafeta 4 x 5 km
- Antonella Confortola, Marianna Longa, Sabina Valbusa, Arianna Follis - 5. miejsce

### Kombinacja norweska
Gundersen HS 134 / 10 km
- Alessandro Pittin - 6. miejsce
- Davide Bresadola - 32. miejsce
- Armin Bauer - 41. miejsce
- Giuseppe Michielli - 44. miejsce

Start masowy (10 km + 2 serie skoków na skoczni K90)
- Alessandro Pittin - 21. miejsce
- Lukas Runggaldier - 36. miejsce
- Giuseppe Michielli - 38. miejsce
- Daniele Munari - 45. miejsce

Gundersen (1 seria skoków na skoczni K90 + 10 km)
- Alessandro Pittin - 24. miejsce
- Lukas Runggaldier - 26. miejsce
- Giuseppe Michielli - 28. miejsce
- Armin Bauer - 49. miejsce

Kombinacja drużynowa
- Alessandro Pittin, Giuseppe Michielli, Armin Bauer, Davide Bresadola - 7. miejsce

### Skoki narciarskie mężczyzn
Normalna skocznia indywidualnie HS 100
- Sebastian Colloredo - 35. miejsce
- Andrea Morassi - odpadł w kwalifikacjach

Duża skocznia indywidualnie HS 134
- Sebastian Colloredo - 25. miejsce
- Andrea Morassi - odpadł w kwalifikacjach
- Roberto Dellasega - odpadł w kwalifikacjach

Duża skocznia drużynowo HS 134
- Roberto Dellasega, Andrea Morassi, Alessio De Crignis, Sebastian Colloredo - 11. miejsce

### Skoki narciarskie kobiet
Normalna skocznia indywidualnie HS 100
- Evelyn Insam - 13. miejsce
- Lisa Demetz - 18. miejsce
- Elena Runggaldier - 32. miejsce
- Barbara Stuffer - 36. miejsce